# Cabana del Masquí
La Cabana del Masquí és un edifici del municipi de Sant Julià de Vilatorta (Osona) que forma part de l'Inventari del Patrimoni Arquitectònic de Catalunya.

## Descripció
ÉS una cabana de planta rectangular (6 x 7 metres), coberta a dues vessants amb el carener perpendicular a la façana, la qual està situada a migdia. Consta de planta baixa i altell. Es troba assentada directament damunt la roca. A migdia s'hi adossen una cola de coberts construïts amb totxo. Llevat de la façana la resta de murs són gairebé cecs. L'estat de conservació és mitjà.
La seva història va unida a la del mas Masquí el qual forma part del patrimoni de la Mata.